# Adolf Rösti
Adolf Rösti (* 30. August 1947 in Adelboden) ist ein ehemaliger Schweizer Skirennfahrer.

## Werdegang
Rösti gehörte zu Beginn der 1970er Jahre der Schweizer Skinationalmannschaft an und war auf die Disziplinen Riesenslalom und Slalom spezialisiert. Eine erste Platzierung bei einem Weltcuprennen in den Punkterängen erreichte er am 5. Januar 1970 als Zehnter auf der schwierigen Piste am Chuenisbärgli im heimischen Adelboden. Zwei Jahre später kam er an gleicher Stelle mit einem zweiten Rang erstmals zu einer Podestplatzierung. Seinen siegreichen Teamkollegen Werner Mattle verfehlte er dabei um fünf Hundertstelsekunden. Mit diesem Erfolg im Rücken reiste er zu den Olympischen Winterspielen nach Sapporo. In seiner Paradedisziplin Riesenslalom lag er nach dem ersten Durchgang als bester Schweizer auf Rang 7, schied aber im zweiten Durchgang aus. Beim drei Tage später stattfindenden Slalomwettbewerb fuhr er auf Rang 15.
Die nacholympische Weltcupsaison geriet dann zu seiner erfolgreichsten. Am Ende der Saison standen drei Platzierungen auf dem Podest und ein vierter Platz zu Buche, und Rösti lag in der Disziplinenwertung des Weltcups für den Riesenslalom hinter Hansi Hinterseer aus Österreich und Erik Håker aus Norwegen auf dem dritten Platz. Im gleichen Jahr holte er im Riesenslalom seinen einzigen Schweizer Meistertitel.